# 에리히 돌레찰
에리히 돌레찰(Erich Dolezal, 1922년 11월 22일~1990년 7월 17일)은 오스트리아의 SF 작가이다. 주요 작품으로 《우주 순찰정 X호》, 《태양계 요새》가 있다. 빈 공과대학교를 거쳐 1930년부터 1945년까지 방송국 일을 했으며 1949년까지는 천문대에서 일해 오스트리아 우주 과학 협회 사무장을 지냈다.